# 2K Czech
2K Czech (anteriormente chamada Illusion Softworks) é uma desenvolvedora de jogos fundada em Brno, República Tcheca. A companhia é especializada em jogos de tiro em primeira pessoa e terceira pessoa, porém se tornou amplamente conhecida pela série Mafia. Desde sua fundação em 1997, até a venda para Kush Games (uma subsidiária da Take-Two Interactive) dez anos depois, seus fundadores e gerentes eram Petr Vochozka e Jan Kudera. Em setembro de 2008, a companhia foi renomeada 2K Czech. Em 2010 tinha 188 empregados.

## História
A primeira missão deles foi desenvolver jogos para PC e consoles (PlayStation, Dreamcast, Xbox etc.) O primeiro jogo famoso da companhia foi Hidden & Dangerous, um jogo de tiro tático de 1999, onde o jogador assumia o controle de quatro membros da inglesa Special Air Service e tinha que executar uma quantidade de missões de sabotagem e/ou salvamento em campanhas da Segunda Guerra Mundial. Esse jogo também marca o início da parceria com a publicadora internacional Take-Two Interactive. O primeiro jogo em 3D não é famoso - Flying Heroes, que mistura fantasia e duelos aéreos. Nesse jogo, a Illusion Softworks apresentou um novo motor gráfico para jogos 3D chamado Ptero-Engine (depois nomeado The Pterodon, nome da companhia que o desenvolveu). A empresa criou o motor gráfico LS3D para o jogo Mafia: The City of Lost Heaven, lançado em 2002. O jogo foi muito aclamado pela crítica e foi considerado o melhor jogo de crime organizado pelo roteiro original e pelas capacidades revolucionares de jogabilidade. Em 2003, a Illusion Softworks lançou dois jogos. O primeiro, um jogo de tiro em primeira pessoa chamado Vietcong, que se passava na Guerra do Vietnã. Esse também foi desenvolvido em conjunto com a Pterodon, usamdo a aprimorada Ptero-Engine II. O segundo era a continuação de Hidden & Dangerous 2, também feito com a LS3D. A continuação oficial do Vietcong, chamada Vietcong 2, saiu em 2005 (de novo contando com a colaboração da Pterodon).
O jogo menos conhecido da empresa é Lurid Land (que saiu em 30 de março de 1998), um jogo de quebra-cabeça.
Silver Wish Games é uma divisão da Illusion Softworks. Criada em 2000.
Em agosto de 2010, eles lançaram Mafia II, a tão aguardada continuação do Mafia original. No mesmo ano lançaram três missões extras para o jogo por DLC. A 2K Czech Lançou seu primeiro jogo de esportes, a terceira versão do popular jogo de tennis: Top Spin 4.
Em 1° de setembro de 2011 foi divulgado que 40 empregados dos estúdios de Brno e 10 do de Praga foram demitidos.
A companhia inicialmente era composta por dois grupos diferentes: O de Brno e o de Praga. Em janeiro de 2014, a 2K Games anunciou que a filial de Praga da 2K Czech seria fechada e a esquipe transferida para Brno. Também alguns desenvolvedores de Praga e Brno seriam transferidos para a nova sede da 2K em Novato, California.
Em 2015 eles anunciam Mafia III, que já seria feito principalmente pelo estúdio Hangar 13 e a 2K Czech iria contribuir na criação. Até que em 2017 a 2K Czech foi completamente fundida com o estúdio Hangar 13 e encerrou as atividades.

## Lista de jogos
| Ano | Título                                | Plataformas | Plataformas | Plataformas | Plataformas | Plataformas | Plataformas | Plataformas | Plataformas |
| Ano | Título                                | DC          | PS          | PS2         | PS3         | Wii         | Win         | Xbox        | X360        |
| --- | ------------------------------------- | ----------- | ----------- | ----------- | ----------- | ----------- | ----------- | ----------- | ----------- |
| 1999 | Hidden & Dangerous                    | Sim         | Sim         | Não         | Não         | Não         | Sim         | Não         | Não         |
| 1999 | Hidden & Dangerous: Fight for Freedom | Não         | Não         | Não         | Não         | Não         | Sim         | Não         | Não         |
| 2000 | Flying Heroes                         | Não         | Não         | Não         | Não         | Não         | Sim         | Não         | Não         |
| 2002 | Mafia: The City of Lost Heaven        | Não         | Não         | Sim         | Não         | Não         | Sim         | Sim         | Não         |
| 2003 | Vietcong[A]                           | Não         | Não         | Sim         | Não         | Não         | Sim         | Sim         | Não         |
| 2003 | Hidden & Dangerous 2                  | Não         | Não         | Não         | Não         | Não         | Sim         | Não         | Não         |
| 2004 | Vietcong: Fist Alpha[A]               | Não         | Não         | Sim         | Não         | Não         | Sim         | Sim         | Não         |
| 2004 | Wings of War[B]                       | Não         | Não         | Não         | Não         | Não         | Sim         | Sim         | Não         |
| 2004 | Hidden & Dangerous 2: Sabre Squadron  | Não         | Não         | Não         | Não         | Não         | Sim         | Não         | Não         |
| 2005 | Vietcong 2                            | Não         | Não         | Não         | Não         | Não         | Sim         | Não         | Não         |
| 2005 | Chameleon[B]                          | Não         | Não         | Não         | Não         | Não         | Sim         | Não         | Não         |
| 2007 | Circus Empire[B]                      | Não         | Não         | Não         | Não         | Não         | Sim         | Não         | Não         |
| 2009 | Axel & Pixel[B]                       | Não         | Não         | Não         | Não         | Não         | Sim         | Não         | Sim         |
| 2010 | Mafia II                              | Não         | Não         | Não         | Sim         | Não         | Sim         | Não         | Sim         |
| 2011 | Top Spin 4                            | Não         | Não         | Não         | Sim         | Sim         | Não         | Não         | Sim         |
| 2016 | Mafia III                             | Não         | Não         | Não         | Sim         | Não         | Sim         | Sim         | Sim         |
| Notas A Vietcong e Vietcong: Fist Alpha no PS2 e Xbox chamam Vietcong: Purple Haze. B 2K Czech foi creditada como "Silver Wish Games" nesses jogos. |                                       |             |             |             |             |             |             |             |             |